# Kapelle Höver (Weste)

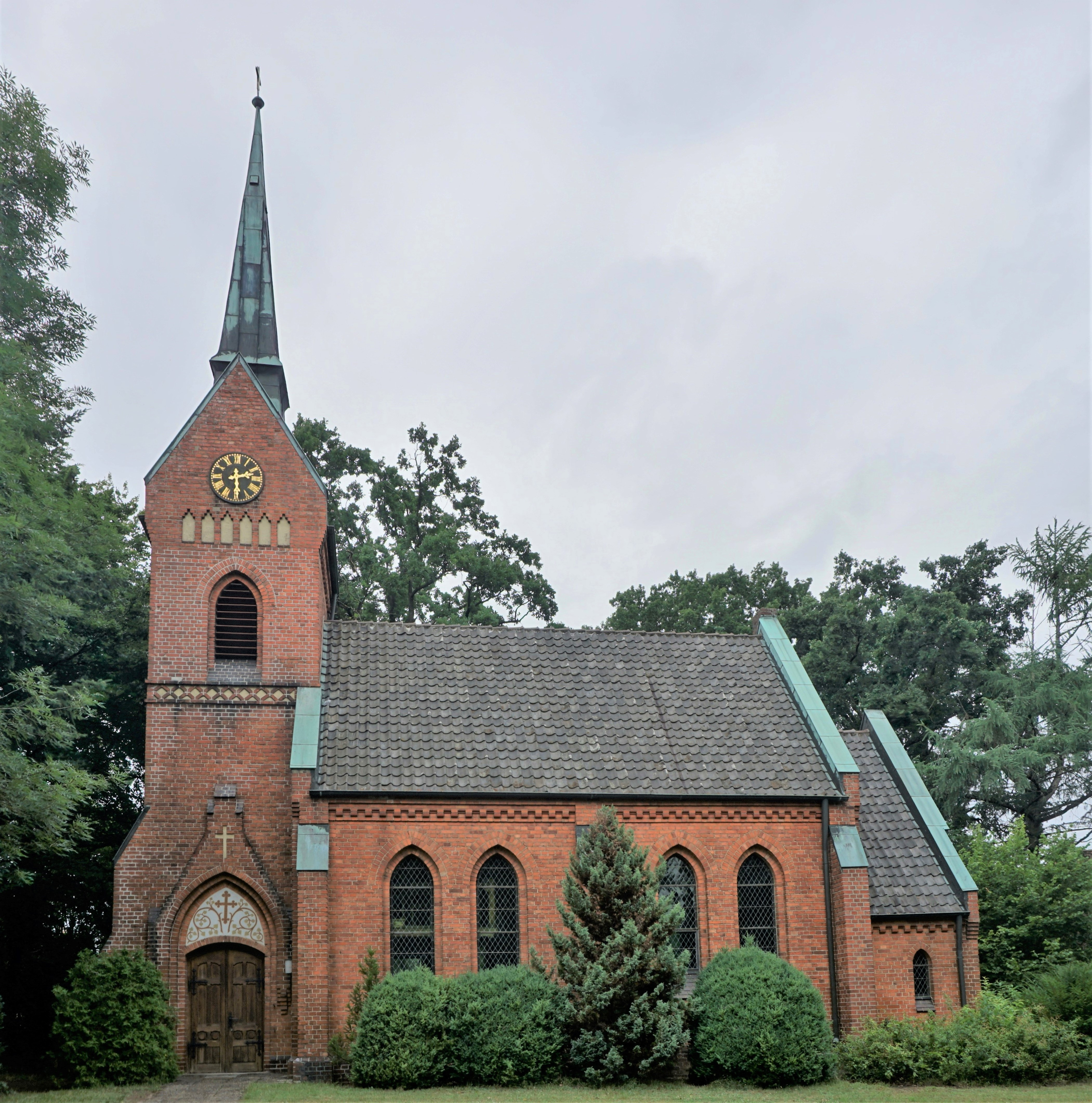
Kapelle in Höver

Die evangelisch-lutherische Kapelle zu Höver liegt in der Gemeinde Weste im niedersächsischen Landkreis Uelzen.

## Lage
Die Kapelle steht am nordöstlichen Rand des Ortsteils Höver. Südlich von ihr befindet sich eine Rasenfläche. Zu allen anderen Seiten ist sie von Bäumen und Büschen umgeben, wodurch sie zu den umliegenden Häusern abgegrenzt wird.

## Geschichte
Eine Kirche in Höver wurde erstmals 1311 erwähnt. Der direkte Vorgängerbau der heutigen Kapelle hatte ein Kirchenschiff aus Backsteinmauerwerk mit einer flachen Decke und besaß einen freistehenden Fachwerkturm.
Die Kapelle gehört heute neben der Matthäus-Kirche in Römstedt und der Burgkapelle in Gollern zur Kirchengemeinde Römstedt im Kirchenkreis Uelzen der Evangelisch-lutherischen Landeskirche Hannovers, die seit 2010 pfarramtlich mit der Kirchengemeinde Himbergen verbunden ist.

## Architektur
Die Kapelle zu Höver ist ein schlichter neugotischer Backsteinbau aus dem Jahr 1904. Sie gliedert sich in einen Westturm, ein rechteckiges Kirchenschiff sowie einen Chorraum. Der Südeingang des Turms wird von einem Wimperg gekrönt. Das Obergeschoss des Turms enthält Schallöffnungen und wird durch ein umlaufendes Kreuzbandgesims vom Unterbau abgegrenzt. Das Firstdach des Turms wird von einem quadratischen Dachreiter gekrönt. 
Das Schiff der Saalkirche ist 8,5 Meter lang sowie 7,2 breit. Die Längswände werden jeweils durch Strebepfeiler in zwei Abschnitte untergliedert. Der eingezogene Chorraum ist vom Schiff durch eine Stufe abgesetzt. Der Chor öffnet sich mit einem Spitzbogen zum Innenraum des Schiffs. In der östlichen Wand des Chors befindet sich eine Fensterrose. Die Dächer des Schiffs und des Chors sind mit bräunlichen Dachziegeln gedeckt. Direkt unter den Dächern befinden sich Friese mit Zahnschnitt.

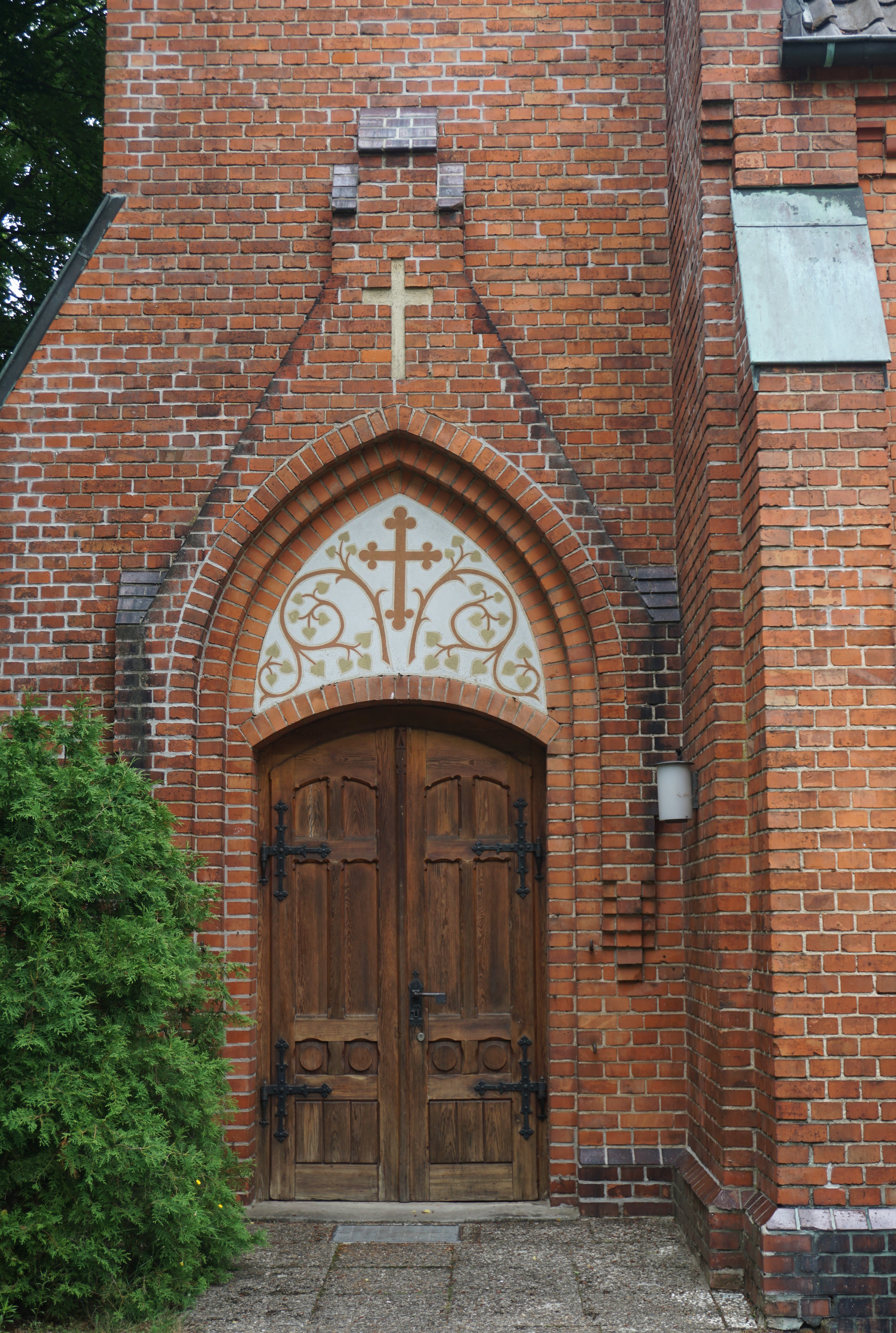
Südeingang mit Wimperg
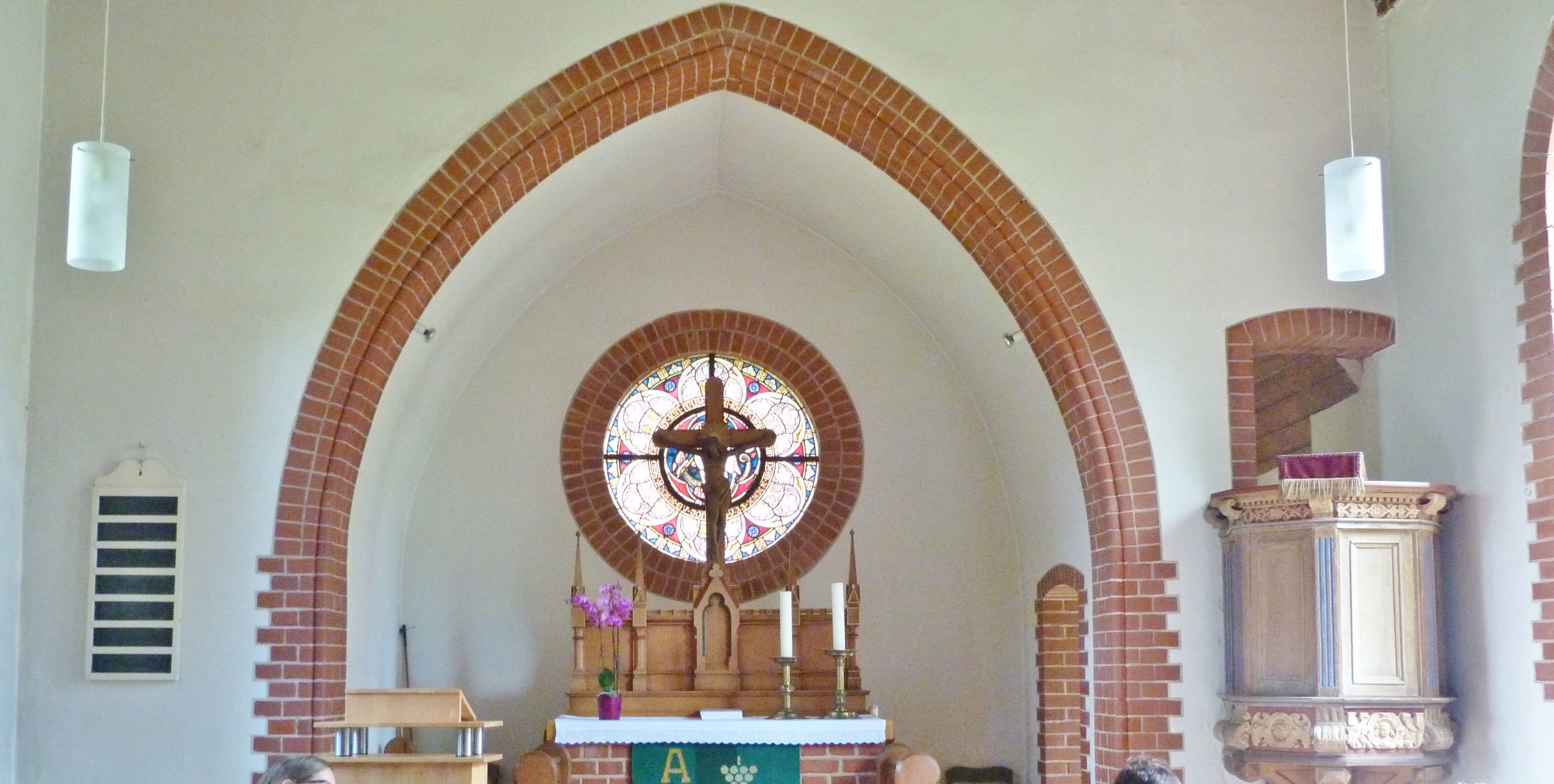
Chorraum
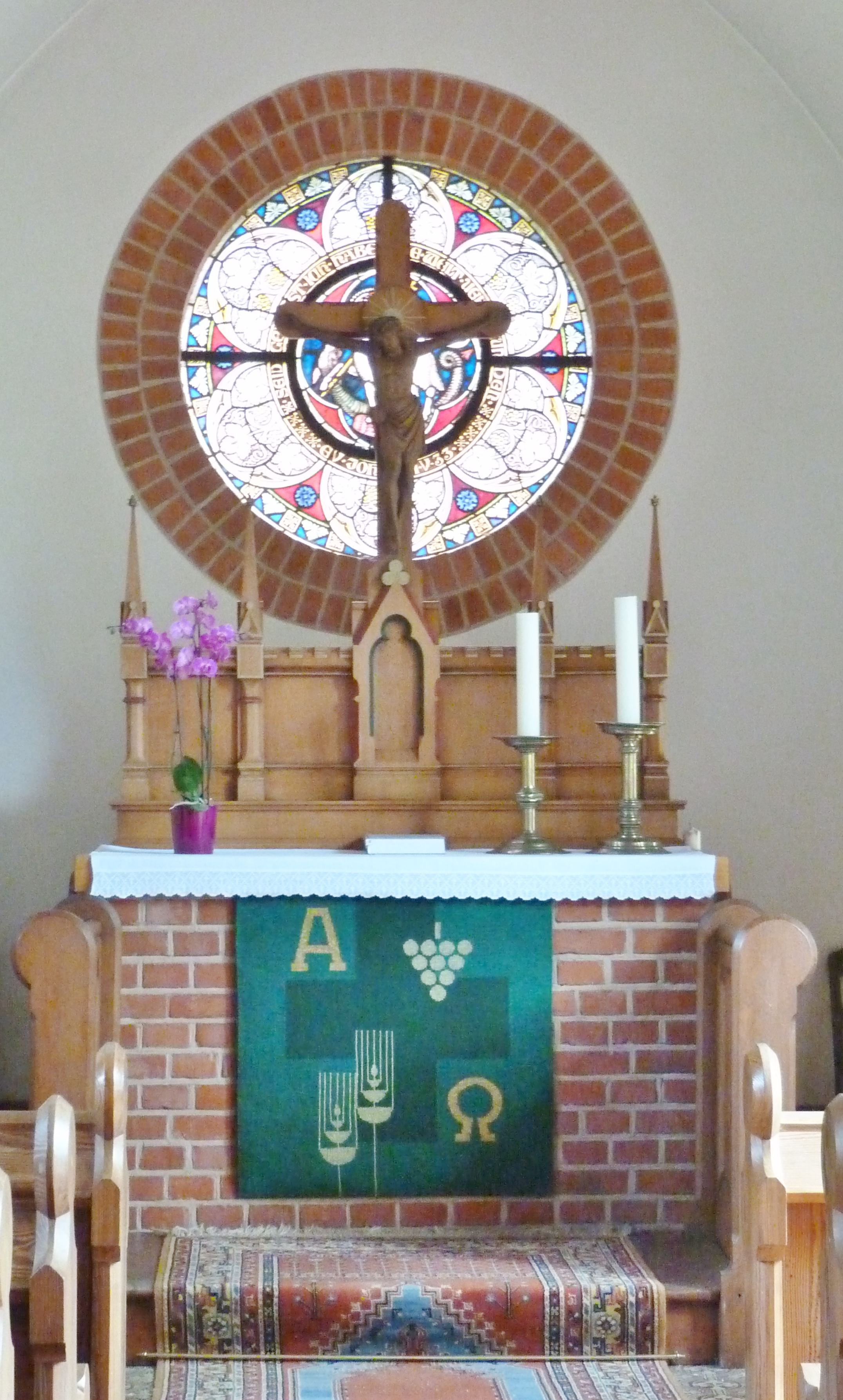
Altar mit Fensterrose im Hintergrund